# Soava Gallone
Soava Gallone, pierwotnie Stanisława Winawer (ur. 1880 w Warszawie lub 11 czerwca 1887 w Łowiczu, zm. 30 maja 1957 w Rzymie) – aktorka, gwiazda niemego kina włoskiego, mająca na swoim koncie role w kilkudziesięciu filmach. Była żoną polskiego fizyka Mieczysława Wolfke i włoskiego reżysera Carmine Gallone.

## Życiorys
Jej ojcem był maszynista kolejowy, Rafał Winawer, a matka Regina, córka znanego fabrykanta ceramiki, Józefa Weksteina z zasymilowanej rodziny żydowskiej, zajmowała się tłumaczeniami literatury polskiej na języki obce. Na przełomie wieków Stanisława Winawerówna opuściła ziemie polskie i udała się na studia medyczne oraz muzyczne do Paryża. Potem wyjechała do Włoch, gdzie w 1911 rozpoczęła występy w teatrze. Debiut filmowy zaliczyła w 1914 w obrazie Amore senza veli. W tym czasie poznała w Sorrento Carmine Gallone, za którego niebawem wyszła za mąż. Występowała w filmach reżyserowanych przez męża, m.in. Senza colpa (1915), Tra i gorghi (1916), La Vie d'une femme (1920), I Volti dell'amare (1924). Karierę filmową łączyła z występami w teatrze, grała na renomowanych scenach Rzymu, Mediolanu i Neapolu.
W 1917 wystąpiła w reżyserowanej przez męża adaptacji Dziejów grzechu Żeromskiego (La storia di un peccato); film spodobał się pisarzowi, co zaowocowało obietnicą napisania dla Gallone oryginalnego scenariusza. Scenariusz taki powstał, ale ponieważ film, mający nosić tytuł Wieczna fala, nie został nakręcony, przez lata uważany był za dzieło zaginione; opublikowany został dopiero w 1996 w miesięczniku "Dialog".
Karierę aktorską Soavy Gallone zakończył zmierzch ery filmu niemego. Ostatnim filmem, w którym wystąpiła, był Il segreto del dottore (Tajemnica lekarza, 1930), zgodnie z ówczesnym standardem kręcony jednocześnie w kilku wersjach językowych – włoskiej, szwedzkiej i polskiej (wersję polską reżyserował Ryszard Ordyński).
Do końca życia Gallone utrzymywała kontakty z krajem rodzinnym. Tłumaczyła na polski literaturę włoską, np. feministyczną powieść Kobieta Sibilli Aleramo. W okresie II wojny światowej służyła pomocą rodakom, których los rzucił do Włoch, m.in. aktorce Dorze Kalinównie, dyrygentowi Grzegorzowi Fitelbergowi, kompozytorowi Władysławowi Daniłowskiemu. Temu ostatniemu umożliwiła współpracę z reżyserem Mario Soldatim – Daniłowski napisał muzykę do filmu Soldatiego Tutto per la donna. Przypuszczalnie także zasługą Soavy Gallone była praca jej męża w Polsce w 1927, kiedy to nakręcił on, przy udziale Wiktora Biegańskiego, film Liebeshölle.
Gallone zmarła w Rzymie 30 maja 1957. Aktorem kina włoskiego został również jeden z jej braci, który występował jako Giuseppe Varni po II wojnie światowej. Spokrewniona była ponadto z komediopisarzem Brunonem Winawerem.